# 吉田直蔵
吉田 直蔵（よしだ なおぞう、1828年 - 1888年）は、日本の柔術家である。

## 経歴
1828年（文政11年）に生まれる。
吉田直蔵は兄の野田久麿と共に野田和左衛門から起倒流を学び20代で免許皆伝を得た。また西洋砲術を兄の野田久麿から学んだ。
吉田は技優れて名人と称されており、丈の高い立派な体格で人品が良く浮腰と横捨身が上手であったと伝わる。
吉田は岡山詰の前に江戸で当時及ぶものがいないと言われた戸塚派楊心流の戸塚彦助と試合して勝ち武名を轟かせたとされる。戸塚派楊心流では戸塚彦助の岡山藩の門人として名を連ねている。
明治維新後に上京。1884年6月1日（明治17年）に浅草区西鳥越町3番地に道場を設立し起倒流柔術指南所の看板をあげた。この道場には嘉納治五郎や横山作次郎も学びに通っていた。嘉納治五郎へ起倒流の後を継ぐ優秀な者に渡してほしいと頼んで寺田勘右衛門から野田和左衛門へ伝わった秘書を全て渡した。野田久麿へ伝えられるはずの伝書が吉田直蔵へ伝えられ遺言により嘉納へ渡ったものであるとされる。その頃、野田久麿の後を継いだ野田権三郎が嘉納治五郎に相続人だから返してほしいと申し出たが嘉納は渡さなかった。その伝書を嘉納は永岡秀一に渡そうと思っていたが、そのまま嘉納家に所蔵されている。
1888年3月（明治21年）病により61歳で死去。